# Gonzalo II (obispo de Segovia)
Gonzalo II (m. 1358) fue un religioso castellano, clérigo regular de la Orden de Frailes Menores, que ocupó el cargo de obispo de Segovia entre 1355 y 1358.
| Predecesor: Pedro Gómez Gudiel | Obispo de Segovia 1355 - 1358 | Sucesor: Juan Lucero (obispo) |